# Kaarlo Borg
Kaarlo Nathanaël Borg (né le 17 août 1888 à Hamina – mort le 9 janvier 1939 à Helsinki) est un architecte finlandais.

## Biographie
En 1913, Kaarlo Borg obtient son diplôme d'architecte de l'école supérieure technique de Finlande. 
Une fois diplômé, il travaille aux cabinets de Gustaf Nyström et d'Uno Ullberg. 
De 1918 à 1925, il fait partie du célèbre cabinet Borg–Sirén–Åberg. 
En 1925, il fonde son propre cabinet d’architecte.
Il est le frère d'Elsi Borg et de Margit Borg-Sundman.
Les fils de Kaarlo Borg sont Kim Borg, Olli Borg, Jaakko Borg.

## Ouvrages

### Cabinet Borg–Sirén–Åberg
- Kolmiotalo, Oulu – 1923
- Helsingin Virkamies – 1924[3]
- Sammonkatu 1, Etu-Töölö, Helsinki – 1924[3]
- Château d'eau d'Intiö (fi), Oulu, 1925

### Cabinet de Kaarlo Borg
- Maison Wegelius, Oikokatu 1, Sortavala – 1926[4]
- École primaire de Kotka – 1929
- Centre de santé d'Oulu (fi) – 1933[5]
- Postitalo [6] – 1938[7]
- Château des enfants, Helsinki – 1939 [8],[9].

## Galerie

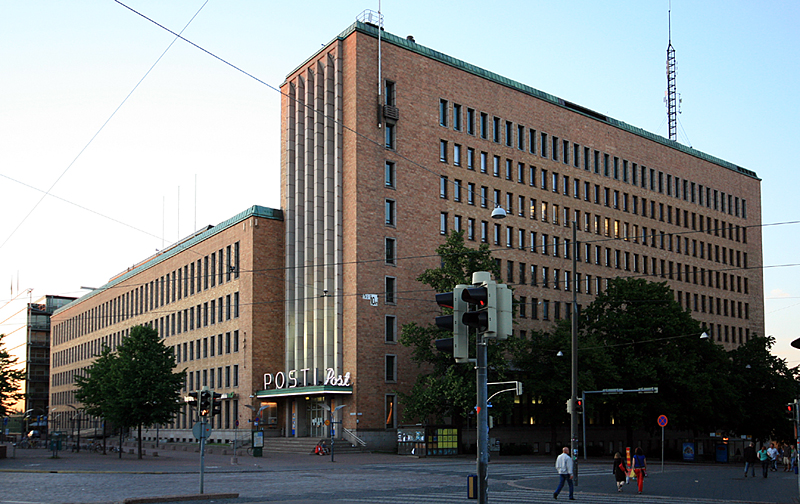
Postitalo, Helsinki
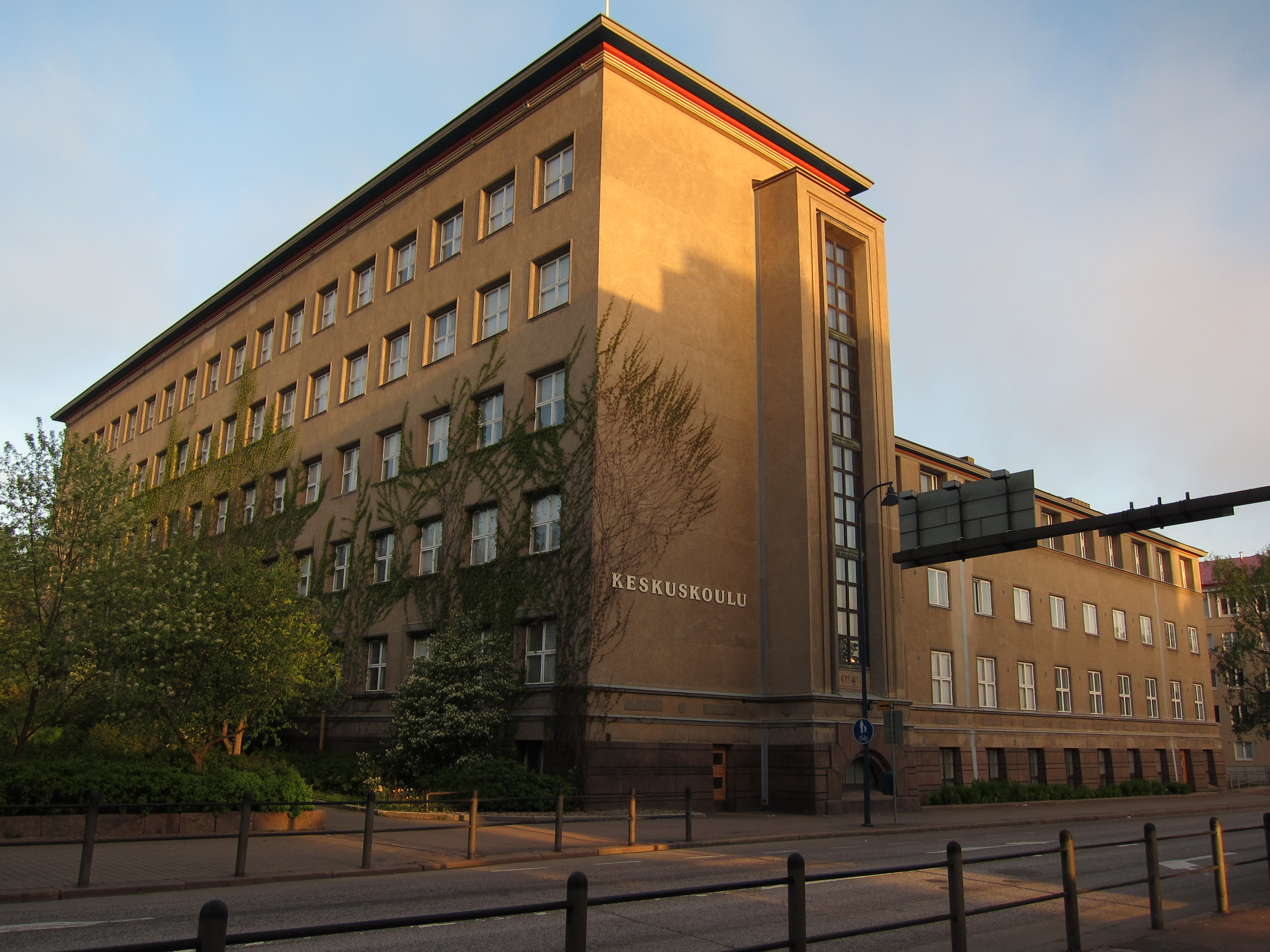
École primaire, Kotka.
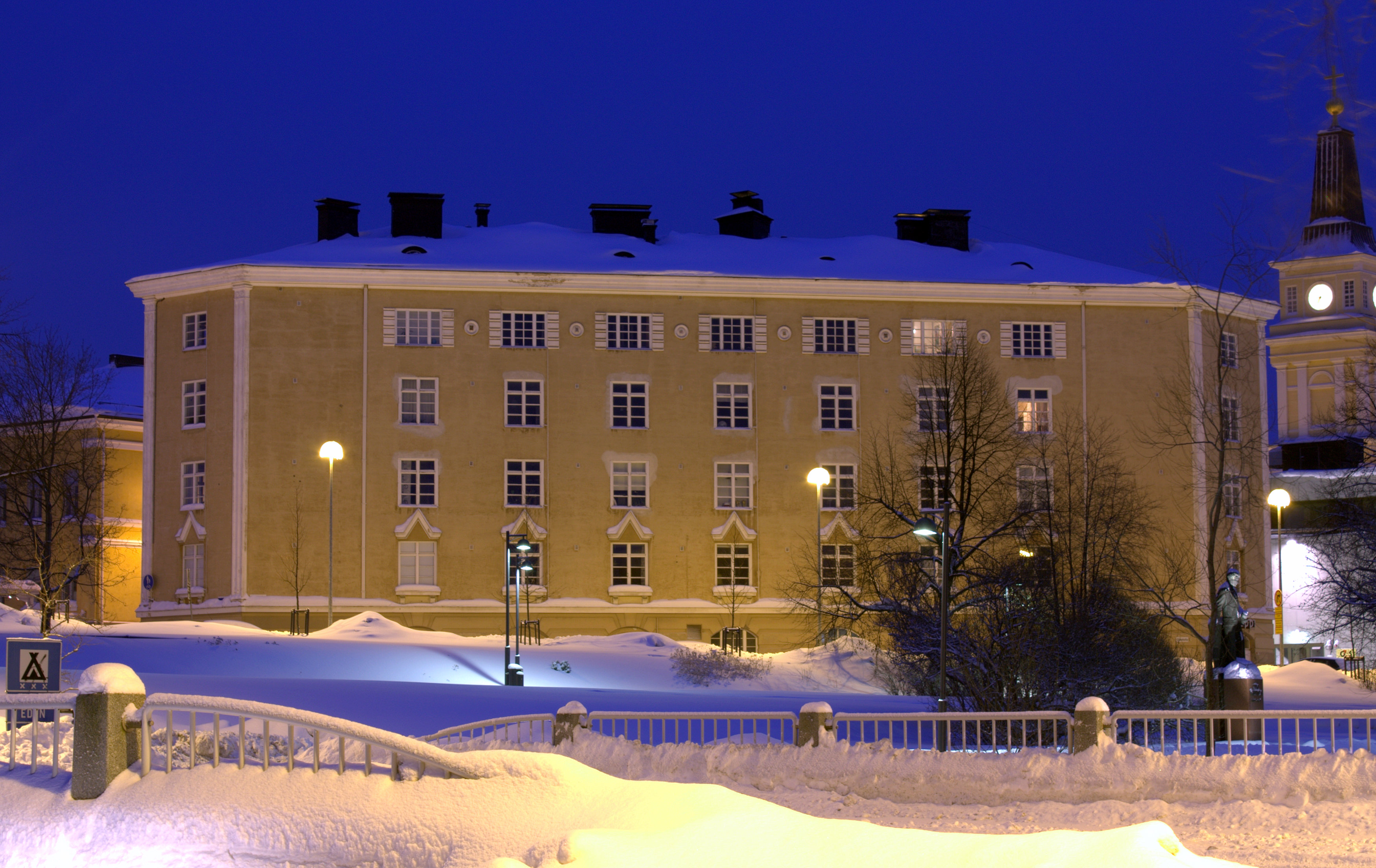
Kolmiotalo, Oulu
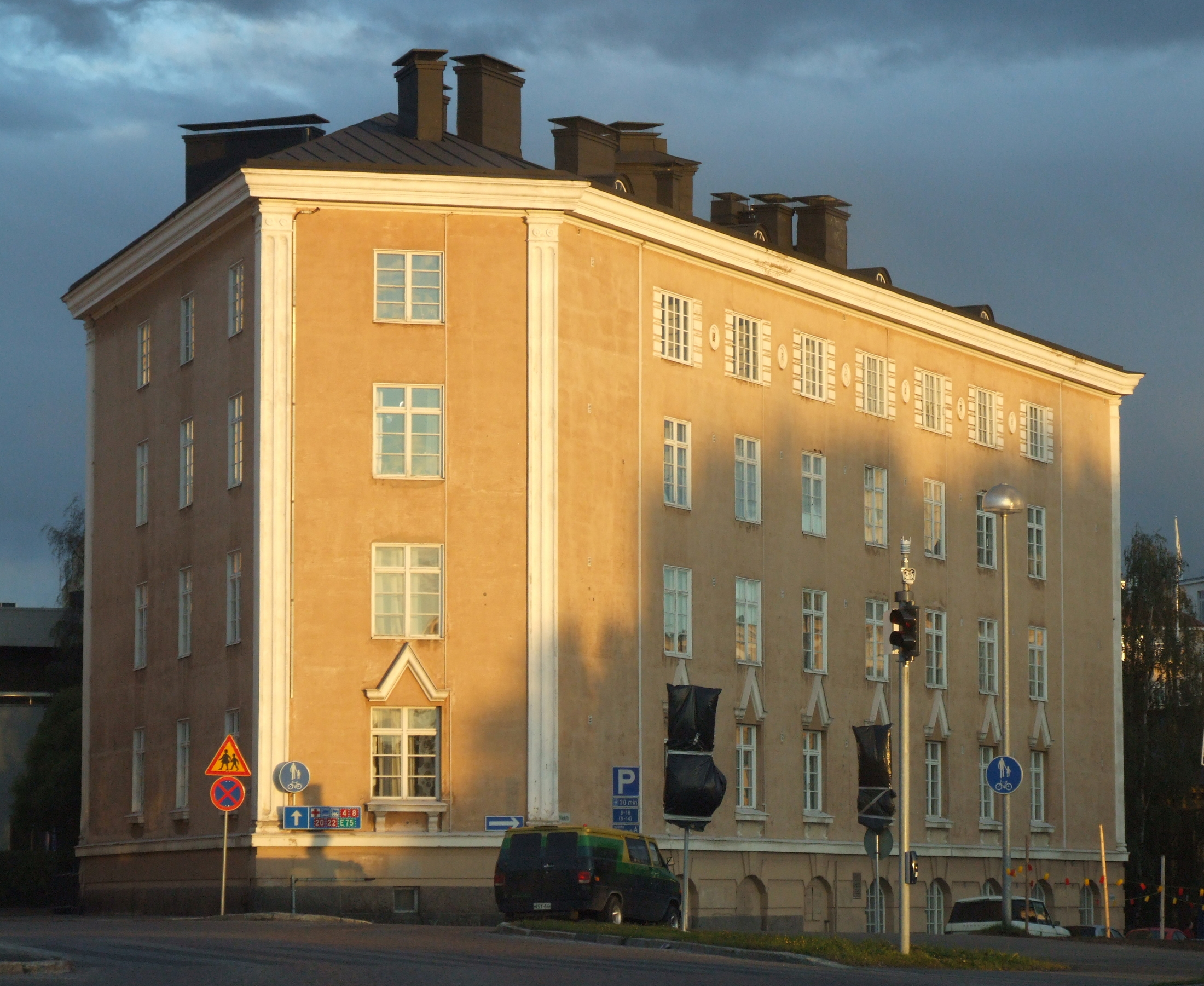
Kolmiotalo, Oulu
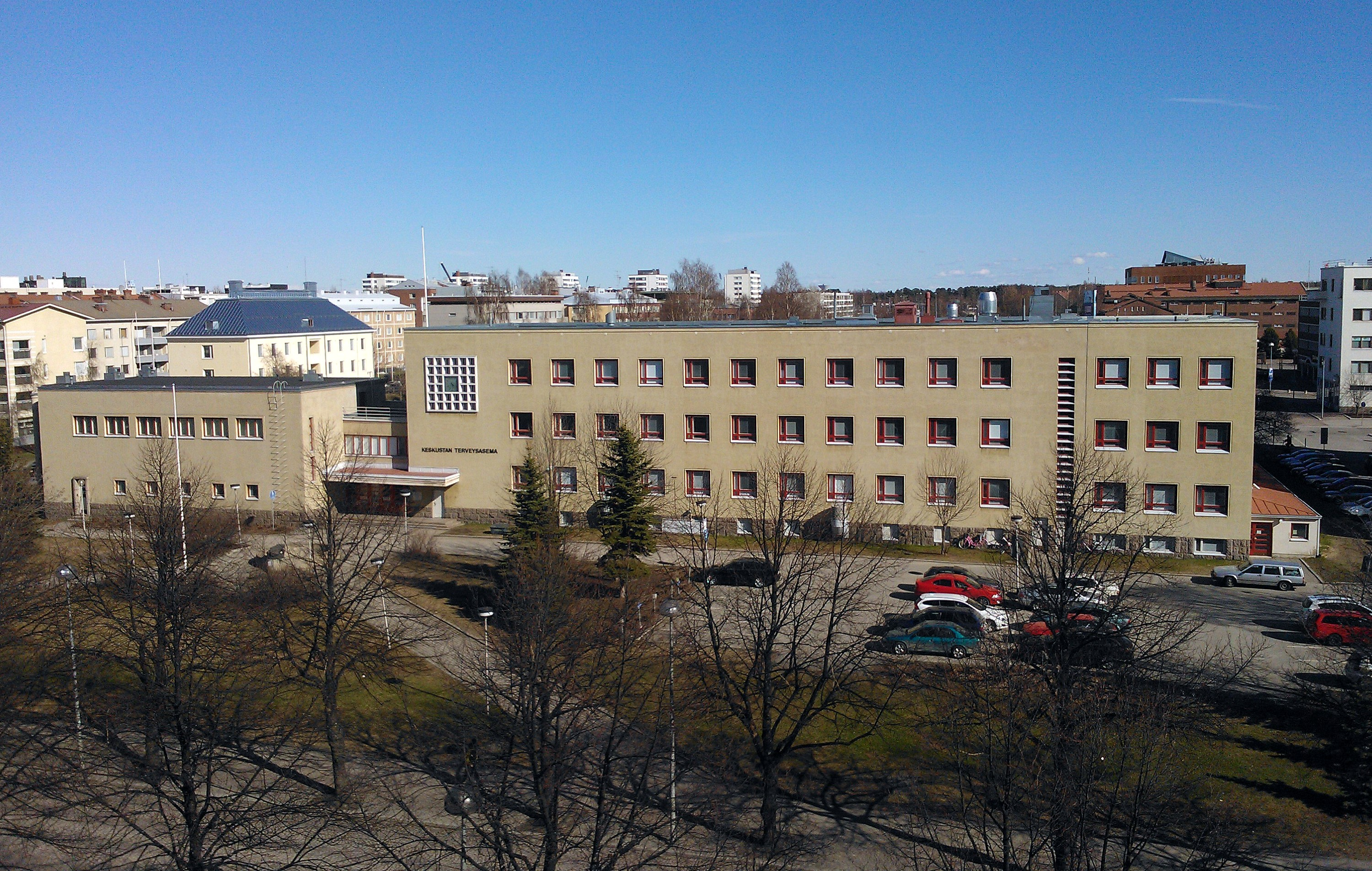
Saaristonkatu 22, Oulu
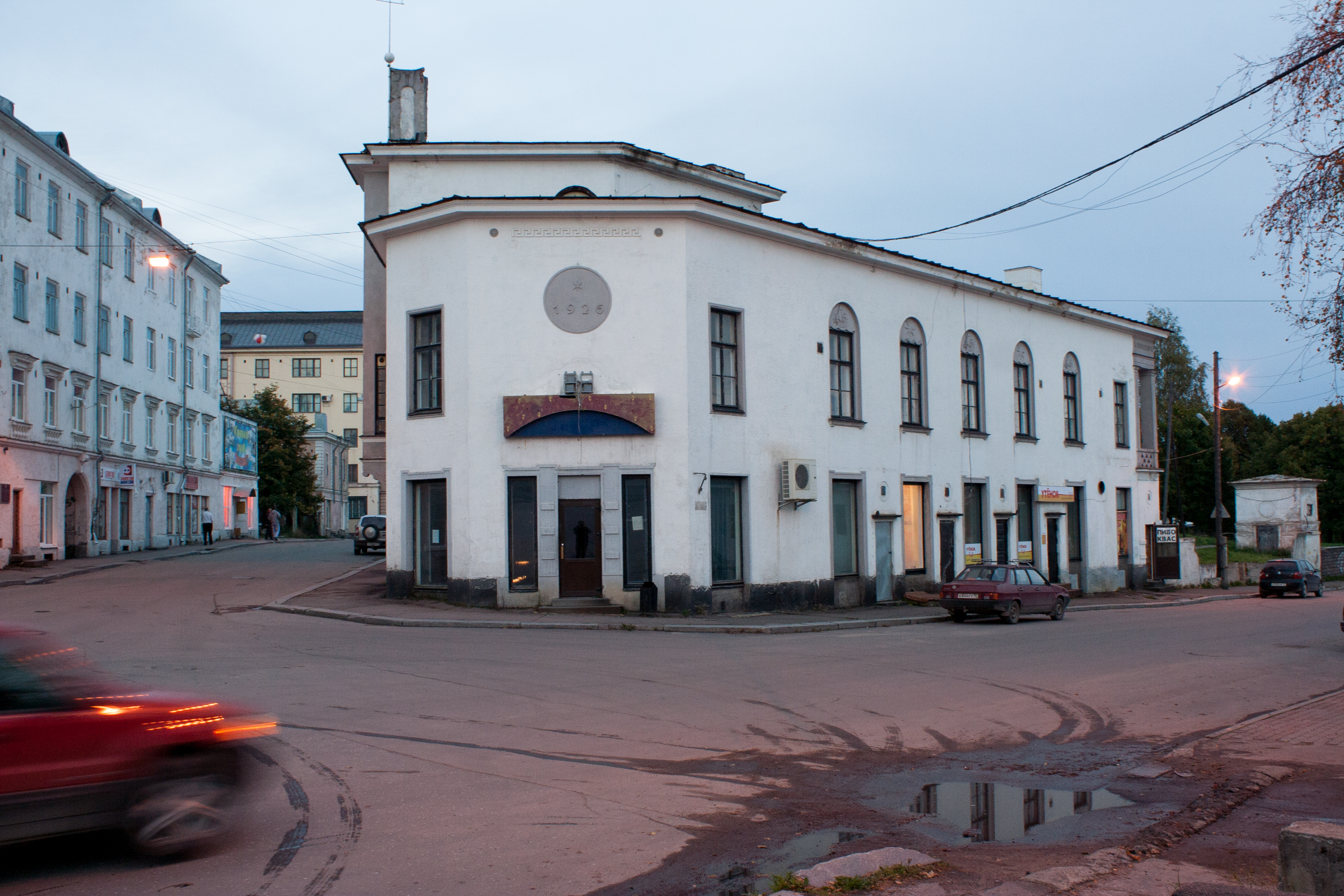
Maison Wegelius, Sortavala
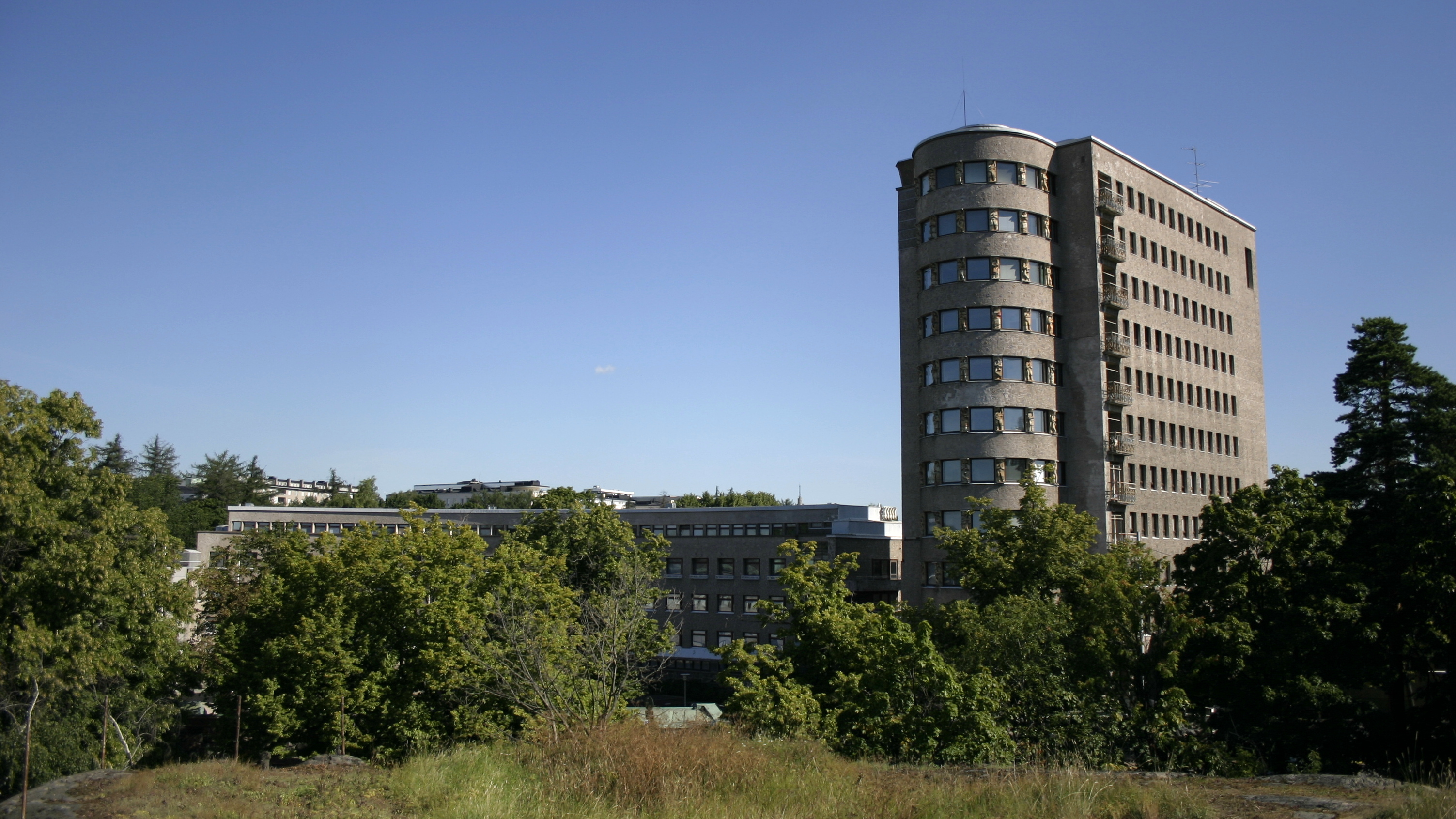
Château des enfants, Helsinki